# 罗贝托·桑切斯·比莱利亚

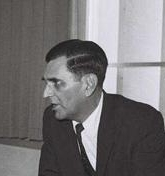

罗贝托·桑切斯·比莱利亚（Roberto Sánchez Vilella，1913年2月19日—1997年8月4日），波多黎各政治人物。1965年1月至1969年1月，担任波多黎各总督，为波多黎各第2任总督。

## 生平
罗贝托·桑切斯生于波多黎各马亚圭斯，1934年毕业于俄亥俄州立大学。 1953年至1964年，担任波多黎各州务卿（副总督）。